# 海頓灣
海頓灣（英語：Haydn Inlet）是南極洲的內灣，位於亞歷山大一世島西部，處於莫扎特山麓冰川和韓德爾山麓冰川之間，長50公里、寬22公里，現時由南極條約體系管理。

## 外部連結
. . United States Geological Survey.   [2012-06-01].
70°13′S 70°45′W / 70.217°S 70.750°W